# Karla (basquetebolista)
Karla Cristina Martins da Costa (Brasília, 25 de setembro de 1978) é uma basquetebolista profissional brasileira. Atualmente joga no Corinthians/Americana. Iniciou sua carreira aos quinze anos, após ser aprovada numa peneira que selecionou cinco meninas de 400. Nos dois primeiros anos que jogou na Ponte Preta e BCN Piracicaba, foi bicampeã juvenil em cada. Defendendo a seleção da categoria, foi campeã pan-americana do México em 1997.
Após jogar em diversos clubes paulistas, Karla transferiu-se para o Dynamo, na Rússia e, posteriormente, pelo Polfa Pabianice, na Polônia. Em 2003, retornou ao Brasil e residiu na cidade de Americana, local onde ela ficou em definitivo. Na seleção brasileira principal, disputou os Jogos Olímpicos de Verão de 2004, em Atenas ficando em quarto lugar; também participou das edições de 2008 e 2012, em Pequim e Londres, respectivamente.

## Carreira

### Clubes
Nascida em Brasília e filha de Nancy Martins Cabral da Costa e Wagner Cabral da Costa, começou a jogar basquete a partir dos oito anos no Clube de Vizinhança n.º 1, após ser motivada pelos seus parentescos Renata (prima) e Rodrigo (irmão). Aos quinze, viajou mais de dois mil quilômetros da sua cidade natal para Campinas para estar presente numa peneira com cerca de 400 meninas, realizado no clube Ponte Preta, no qual foi escolhida ao lado de mais outras quatro mulheres; sendo assim, deu-se início a carreira na modalidade num dos melhores times na época.
Foi bicampeã infanto-juvenil durante os dois anos que esteve na Ponte Preta. Posteriormente, repetiria o feito no BCN de Piracicaba, sendo campeã por mais duas vezes. Seu desempenho rendeu convocação para a seleção brasileira da categoria, no qual Karla foi consagrada campeã pan-americana no México em 1997, vice sul-americana, além de ficar em quarto lugar no Mundial juvenil.

Cheguei à Rússia sem falar russo, arranhando inglês. E ainda por cima com aquele frio.

Karla Cristina, após transferir para o Dynamo, na Rússia.
No decorrer de sua carreira, jogou no Botafogo, Catanduva, Microcamp-Campinas, Ourinhos e São Paulo. Transferiu-se para o Dynamo, da Rússia, aos 23 anos. Em seguida, jogou durante dois anos Polfa Pabianice, na Polônia. Em 1998, chegou a abandonar o esporte por desilusão, retornando a Brasília. Durante oito meses, contribuiu com o irmão na construção de uma loja, mas retornou ao basquete posteriormente.
Em 2003, após retornar ao Brasil, necessitando residir em algum município do estado de São Paulo, Karla optou por Americana que, até então, só visitava o local para realizar jogos contra o time do qual ela começou a morar. Cinco anos depois, foi contratada pela Unimed-Americana, mantendo-se em definitivo na cidade. Até 2013, conquistou 21 títulos sendo representante de Americana: paulista, brasileiro, sul-americano de clubes, jogos abertos e jogos regionais. Posteriormente, recebeu título de cidadã americana, em sessão solene na Câmara Municipal, devido a sua carreira vitoriosa no basquete.

### Seleção
Sua primeira e única convocação havia sido em 2001, quando treinou apenas um mês e foi descartada; o desempenho da atleta no São Paulo-Guaru em 2003 acabou chamando a atenção do treinador, que o convocou para os Jogos Olímpicos de Verão de 2004, em Atenas, no qual participou de três jogos, e ficou em quarto lugar.
Em 2007, participou do Torneio Pré-Olímpico das Américas, que classificou a seleção brasileira para as olimpíadas de Pequim.
Também participou da edição de 2008 em Pequim e de 2012, em Londres. Dois anos mais tarde, foi sargento da aeronáutica, sendo bicampeã mundial militar e, em 2015, foi eleita a melhor jogadora do mundial.

### 2019
Em abril de 2019, foi convocada para o Pré-Mundial de Basquete 3x3, mas o time brasileiro não conseguiu a classificação para a competição mundial.